# الشبيبة المزرعة
الشباب المزرعة بيروت هو نادي كرة قدم سابق، من منطقة المزرعة في بيروت. تأسس عام 1938، وشارك خلال الأربعينيات في عدّة مباريات خارجية، أبرزها ضد الأهلي المصري التي خسرها 3-2. حقق النادي كأس لبنان مرتين على التوالي موسمي 1950–51 و1951–52. ظلّ الفريق طرفًا في الدوري الممتاز لسنوات طويلة، وتوّج بلقب الدوري 1966–67. تراجع مستوى الفيريق بعد الحرب الأهلية، وعانى من تذبذب في النتائج وهبط إلى الدرجة الثانية. في 2017، تعرّض النادي لضائقة مالية على إثرها أعلن إفلاسه وحلّه.

## الإنجازات

### المحليّة
- الدوري اللبناني الممتاز
  - البطل (1): 1966–67
- كأس لبنان
  - البطل (2): 1950–51، 1951–52
  - الوصيف (1): 1961–62